# Diadocidiidae
Diadocidiidae – rodzina muchówek z podrzędu długoczułkich i infrarzędu Bibionomorpha. Obejmuje 25 opisanych gatunków. Owady dorosłe spotyka się głównie w lasach, a larwy są mykofagami.

## Opis

Schemat użyłkowania skrzydła Diadocidiidae. C – żyłka kostalna, Sc – żyłka subkostalna, od R1 do R5 – żyłki radialne, Rs – sektor radialny, M1 i M2 – żyłki medialne, CuA1 i CuA2 – żyłki anterokubitalne, A1 – żyłka analna, h – żyłka barkowa, r-m – żyłka poprzeczna radialno-medialna, m-cu – żyłka poprzeczna medialno-kubitalna

Muchówki o ciele długości od 2,5 do 5,6 mm. Głowa oprócz oczu złożonych ma trzy umieszczone blisko siebie przyoczka. Czułki złożone są z krótkiego trzonka, krótkiej nóżki oraz półtora raza dłuższego niż tułów i głowa razem wzięte, zbudowanego z czternastu członów biczyka. Tułów ma garbowaty wierzch. Skrzydła są mniej więcej tak długie jak odwłok i mają błonę równomiernie porośniętą makroskopijnymi włoskami. Ich użyłkowanie odznacza się żyłką poprzeczną radialno-medialną oraz szypułą trzeciej i czwartej żyłki medialnej ustawionymi prawie idealnie poprzecznie.

## Biologia i występowanie
Larwy przechodzą rozwój w rurkowatych oprzędach utworzonych pod butwiejącymi kłodami lub wewnątrz grzybów. Jako ich pożywienie wymienia się przedstawicieli rodziny żagwiowatych i powłocznicowatych. Osobniki dorosłe spotyka się głównie w lasach, zwłaszcza w miejscach zacienionych, nad strumieniami i na pniach drzew.
Rodzina szeroko rozprzestrzeniona na świecie. W Polsce stwierdzono 3 gatunki (zobacz: Diadocidiidae Polski).

## Taksonomia
Takson ten dawniej klasyfikowany był jako podrodzina grzybiarkowatych. Współcześnie uznaje się go za odrębną rodzinę w obrębie Mycetophiliformia. Dalton de Souza Amorim i Eirik Rindal na podstawie morfologicznej analizy filogenetycznej z 2007 włączyli ją do nadrodziny Keroplatoidea, natomiast wyniki molekularnej analizy filogenetycznej Jana Ševčíka i współpracowników z 2014 rozpoznają Diadocidiidae jako grupę siostrzaną ziemiórkowatych i każą zaliczać je do Sciaroidea.
Do Diadocidiidae należy 25 opisanych gatunków, zgrupowanych w rodzajach:
- Diadocidia Ruthé, 1831
- †Docidiadia Blagoderov et Grimaldi, 2004
- Heterotricha Loew, 1850
- Madagotricha Jaschhof et Jaschhof, 2007
- Ohakunea Tonnoir et Edwards
- Palaeodocidia Sasakawa, 2004

Najstarszym znanym gatunkiem jest Docidiadia burmitica, znaleziona w bursztynie pochodzącym z cenomanu w kredzie.